# Seloliman
Seloliman is een bestuurslaag in het regentschap Mojokerto van de provincie Oost-Java, Indonesië. Seloliman telt 2417 inwoners (volkstelling 2010).